# Pedaliodes phrasicles
Pedaliodes phrasicles är en fjärilsart som beskrevs av Kirby 1877. Pedaliodes phrasicles ingår i släktet Pedaliodes och familjen praktfjärilar. Inga underarter finns listade i Catalogue of Life.